# پاتریوت (مجموعه تلویزیونی)
پاتریوت یک مجموعه تلویزیونی اینترنتی در ژانر کمدی-درام آمریکایی است که توسط استیون کنراد ساخته شده است و در تاریخ پنجم نوامبر ۲۰۱۵ در سرویس ویدئویی آمازون با قسمت‌های باقی مانده از اولین فصل در ۲۳ فوریه ۲۰۱۷ منتشر شد. از ستاره‌های این سریال می‌توان به مایکل دورمن، کرتوود اسمیت، مایکل چرنوس، کاتلین مونرو، Aliette افیم، کریس کنراد، تری اوکوئین و Debra جناح اشاره کرد. در آوریل ۲۰۱۷، اعلام شد که آمازون این سریال را برای یک فصل دوم تمدید کرده است. در ژوئیه سال ۲۰۱۹، آمازون این سریال را لغو کرد و گفت که هیچ برنامه ای برای یک فصل سوم ندارند.

## خلاصه داستان
داستان سریال در مورد یک افسر اطلاعاتی به نام «جان تاونر» می‌باشد که برای انجام یک عملیات مجبور است به عنوان یک کارمند در یک شرکت لوله‌کشی صنعتی استخدام شود و ...

## بازیگران و شخصیت‌ها

### اصلی
- مایکل دورمن به عنوان جان تاونر / جان لاکمن، یک افسر اطلاعاتی که به عنوان مهندس صنایع مطرح است
- کورت وود اسمیت در نقش لسلی کلارت
- مایکل چرنوس به عنوان ادوارد تاونر، برادر جان و یک نماینده کنگره تگزاس
- کاتلین مونرو در نقش آلیس تاونر
- آلیت اوپیم به عنوان کارآگاه آگات آلبانز
- کریس کنراد در نقش دنیس مک کلارن
- تری اووین در نقش تام تاونر، پدر جان و یک افسر اطلاعاتی است
- دبرا وینگر به عنوان برنیس تاونر (فصل ۲)، مادر جان و یک مقام عالی‌رتبه دولت فدرال.

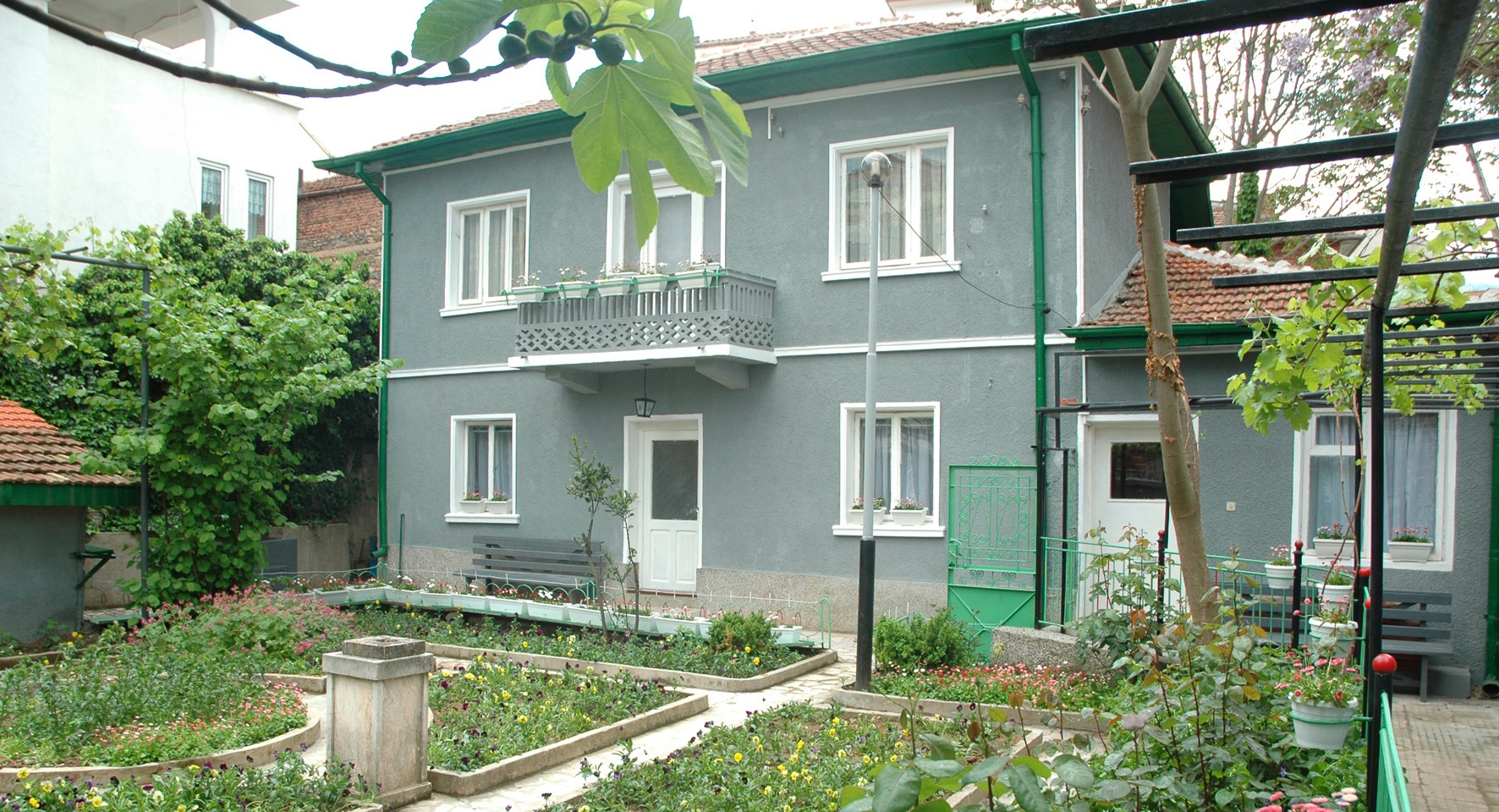
عکسی از منزل بابا ونگا در پتریچ

.